# Cecília Meireles
Cecília Felgueiras de Meireles Graça (ur. 29 maja 1977) – portugalska polityk, prawniczka i samorządowiec, posłanka do Zgromadzenia Republiki, w latach 2011–2013 sekretarz stanu ds. turystyki.

## Życiorys
Ukończyła studia licencjackie z dziedziny prawa na Uniwersytecie w Coimbrze, następnie zaś kształciła się na studiach MBA w szkole zarządzania UPBS w Porto. Pracowała jako prawniczka. Została członkinią okręgowej komisji politycznej CDS/PP w Porto, powołana także w skład krajowej komisji politycznej tego ugrupowania. Sprawowała mandat radnej miejskiej Porto oraz radnej dzielnicowej w Ramalde.
W wyborach w 2009 uzyskała mandat posłanki do Zgromadzenia Republiki XI kadencji w okręgu Porto, zaś w 2011, 2015 i 2019 z powodzeniem ubiegała się o parlamentarną reelekcję.
W czerwcu 2011 została sekretarzem stanu ds. turystyki w ministerstwie gospodarki w rządzie Pedra Passosa Coelho. Stanowisko to zajmowała do lutego 2013.